# ナーゾ・トーヒー
ナーゾ・トーヒー（パシュトー語: نازو توخۍ, 1651年? - 1717年）は、パシュトゥーン人の女流詩人。アフガニスタンの国民的英雄、18世紀初頭のミール・ワイス・ハーン・ホータキーの母として知られる。また、彼女自身がアフガニスタン史上に残る勇敢な女戦士として知られ、後に伝説化されて「アフガン国家の祖母」と呼ばれるようになった。ナーゾ・アナー（نازو انا, Nāzo Anā, Nāzo Nyā）とも呼ばれる。アナーは「祖母」の意味。

## 生涯
ナーゾ・トキーは1651年ごろ、現在のアフガニスタン・カンダハール州にあるSpozhmayiz Gul村で、有力で裕福なパシュトゥーン人の家に生まれた。彼女はカンダハールの有力な一族で生まれ育った。父のスルターン・マリクヒールは、ガズニー地方を支配していたトーヒー部族の族長である。ナーゾはホータク部族の族長、カラム・ハーンの息子、サリム・ハーンと結婚した。18世紀初頭にサファヴィー朝支配に対して反乱を起こし、カンダハール王国を建てて独立したミール・ワイス・ハーン・ホータキーはこの夫婦の息子である。
夫、マリクヒールがナーゾの養育に心を砕いたことで、ナーゾは教養があり礼儀正しく親切な詩人に育った。彼女の詩は現在でも重んじられている。
しかし、彼女が伝説的な権威を得たのは、詩と共にパシュトゥーンワーリー（パシュトゥーン人の掟）を維持した功績のためでもある ナーゾはパシュトゥーンワーリーをパシュトゥーン人諸部族を結びつける法と位置づけ、ギルザイとサドザイの両勢力の紛争を調停した。これによりパシュトゥーン人の対サファヴィー朝同盟はより強固なものとなった。
マリクヒールがスール山付近の戦闘で戦死すると、ナーゾの兄弟は復讐に向かった。家の留守と要塞を任されたナーゾは、みずから剣をふるい要塞を守りきった。
息子のミール・ワイスの死から2年後の1717年にナーゾは死去した。

## 後世への影響
ナーゾ・アナーはアフガン人の間で英雄として尊敬されている。アフガニスタンには、彼女の名を冠した学校がいくつか存在している。